# Herb Myśliborza
Herb Myśliborza – jeden z symboli miasta Myślibórz i gminy Myślibórz w postaci herbu.

## Wygląd i symbolika
Herb przedstawia na srebrnym polu tarczy o szpiczastym spodzie czerwonego orła ze złotą koroną typu otwartego na głowie. Między rozpostartymi skrzydłami a szyją orła dwie sześcioramienne złote gwiazdy. W złotych szponach trzyma czarne pióropusze rycerskie. Tarczę herbową zwieńczają mury miejskie koloru czerwonego z trzema basztami i centralną zamkniętą bramą w białym kolorze – element ten określany jest mianem corona muralis.

## Historia

Herb używany do 2003, bez corona muralis

Wizerunek herbowy z orłem brandenburskim w różnych odmianach występuje na szeregu pieczęciach miejskich od XIV wieku. Do 2003 był używany herb Myśliborza w wersji bez corona muralis.